# Mathias Leth Fabritius de Tengnagel
Mathias Leth Fabritius de Tengnagel (11. august 1770 på Vejlegård – 7. maj 1859 i Odense) var en dansk officer.
Han var søn af Michael Fabritius de Tengnagel og Adolphine de Leth. Hans broder var kunstneren F.M.E. Fabritius de Tengnagel. Han var 4. besidder af det Rosenfeldtske Fideikommis, blev 1783 kornet à la suite i fyenske Rytter-Regiment, 1788 virkelig fændrik og virkelig sekondløjtnant, 1791 virkelig premierløjtnant, 1795 karakteriseret ritmester, 1802 sekondritmester, 1806 eskadronchef, fik 1807 reserveret majors anciennetet, blev 1808 karakteriseret major og 1812 premiermajor og fik afsked 1813.
29. september 1836 ægtede han i Sankt Knuds Kirke Wilhelmine Frederikke Augusta von Rømer (14. oktober 1814 – ?), datter af oberst Frederik Henrik Christian von Rømer.